# Kenneth McKellar (politiker)
Kenneth Douglas McKellar, född 29 januari 1869 i Dallas County, Alabama, död 25 oktober 1957 i Memphis, Tennessee, var en amerikansk demokratisk politiker. Han var ledamot av USA:s representanthus 1911-1917 och ledamot av USA:s senat 1917-1953.
McKellar avlade 1891 grundexamen vid University of Alabama och juristexamen följande år samt inledde sin karriär som advokat i Memphis. Han var elektor för demokraten Alton B. Parker i presidentvalet i USA 1904.
Kongressledamoten George Gordon avled 1911 i ämbetet. McKellar vann fyllnadsvalet och omvaldes därefter två gånger till representanthuset. I 1916 års senatsval besegrade han republikanen Ben W. Hooper. McKellar omvaldes fem gånger och tjänstgjorde som senator för Tennessee i sammanlagt nästan 36 år. Han stödde ratificeringen av Versaillesfreden. Hooper utmanade honom på nytt i 1934 års senatsval utan framgång. McKellar var tillförordnad talman i senaten, president pro tempore of the United States Senate, 1945-1947 och 1949-1953. McKellar kandiderade till en sjunde mandatperiod i senaten men förlorade i demokraternas primärval mot Albert Gore. McKellars kampanjslogan var Thinking Feller? Vote McKellar, medan Gore satsade på Think Some More - Vote for Gore.
McKellar förblev ogift. Han var frimurare och presbyterian. Han dog i sin svit på Gayoso Hotel i Memphis där han bodde efter sin tid som senator. Hans grav finns på Elmwood Cemetery i Memphis.